# 丁銀
丁銀（ちょうぎん）とは、日本国内において主に商取引用として室町時代後期から明治維新まで流通した銀貨である。当時は単に銀と呼ばれ、例えば品位を下げた元禄丁銀は「元字銀」などと称呼された。丁銀という名称は『金銀図録』の記述によれば棒状の銀塊の意味である鋌銀（ちょうぎん）が挺銀（ちょうぎん）を経て変化したものとされる。

## 概要

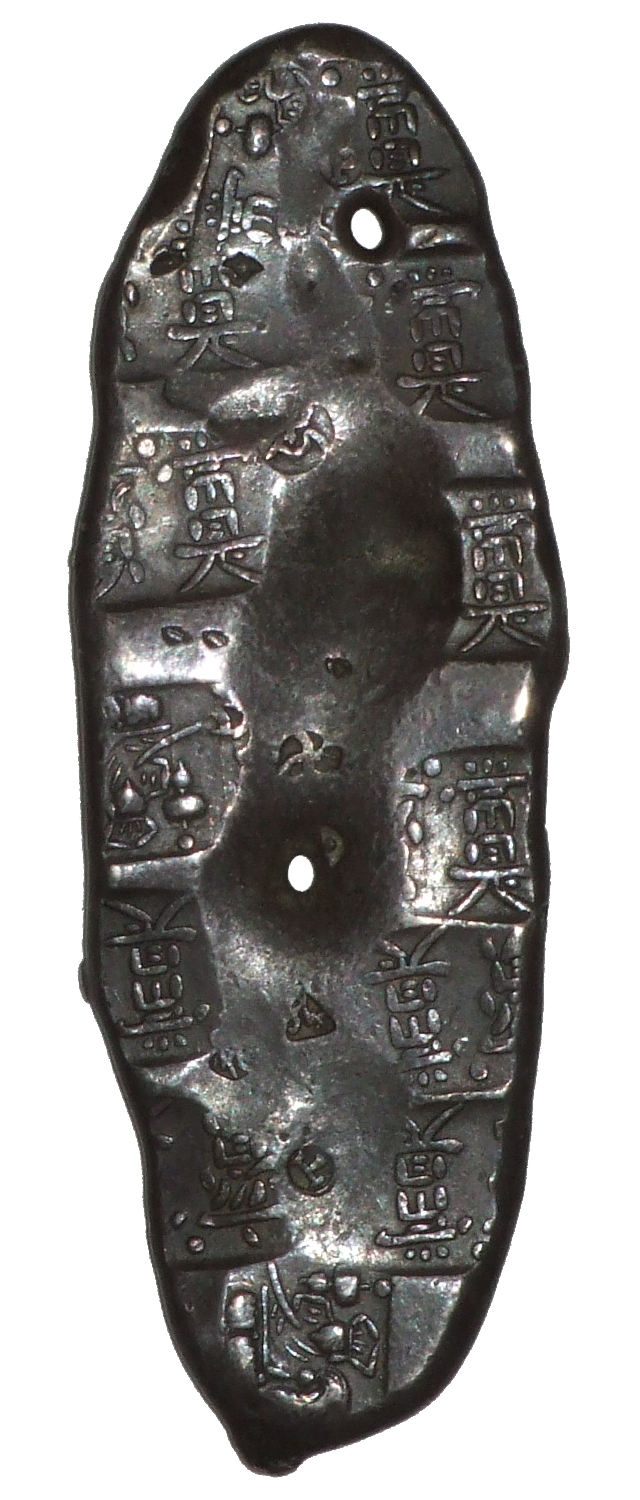
慶長丁銀

形状は、ナマコ形と呼ばれるやや不揃いな棒状の銀塊で、量目（質量）は不定だがおおよそ43匁（約160.4グラム）前後で実際には三十何匁から四十何匁辺り（120-180g程度）が多かった。額面は記載されておらず、量目によって貨幣価値が決まる秤量貨幣である。表面には「寳」および「大黒」、「常是」などの極印が打たれ、また慶長銀と異なり銀品位の劣る丁銀には「元・宝・永・文・保・政」といった年代印が打たれ区別された。二ツ宝銀・三ツ宝銀・四ツ宝銀は「宝」字極印の数および書体で区別され、元文銀と文政銀は「文」字の書体で区別された。ただし、宝永期は大黒常是が御役召放とされたため、「常是」の極印は打たれていない。
金（小判）および銭と共に三貨制度の一角を担い、当時は銀と呼ばれていた。江戸時代には、主に大坂を中心とした西日本および北陸、東北と広域に亘って流通した。

### 秤量貨幣
額面は天秤による量目の実測値で、商取引において銀何貫、銀何匁と表記される銀目取引の通貨単位であった。また賞賜目的には43匁を銀一枚とする単位が用いられ、これが丁銀の量目の目安とされた。なお、当時用いられた分銅の質量単位は「両」であったが、小判の通貨単位との混同を避けるため「両」は用いられず「匁」が銀の通貨単位であった。一方中国では、当時秤量銀貨（銀錠）の額面単位に「両（テール）」を用いていた。
丁銀は額面の記載されていない秤量貨幣で、本来は使用のごとに量目を量る必要があるが、実際に取引の度に秤量して用いたのは豆板銀（小玉銀）だけであり、丁銀はこれに小玉銀を掛け足して五百目包(1865g)など包銀の形で用いられた。これは、丁銀と同品位の少額貨幣である豆板銀を合わせて一定の量目（恩賞および献上用には銀一枚:43匁、商取引用には五百目など）にし、紙に包んで封印したものである。銀数十匁にもなる丁銀は日常生活には高額過ぎ、例えば四十目(149.2g)の慶長丁銀であれば米2～3石を入手する購買力を持っており、財布に入れて使用するような性質のものではなかった。それゆえ豆板銀と異なり包封していない裸銀として日常の支払いに用いられることはまず無かった。
秤量銀貨の量目を定め、包封することは両替商の重要な仕事のひとつで、諸藩における年貢米の売り上げ、物品購入代金の管理を任命された両替商、および天領である石見銀山、生野銀山などで産出される上納灰吹銀の量目を掛け改めた役職は掛屋（かけや）とも呼ばれた。

## 略史
江戸時代以前には、灰吹銀および極印銀が、鋳造者である富商や両替商の極印によって流通した。また、当時は切り遣いの慣行が見られた。これらが「地方銀」と呼ばれる領国貨幣である。やがて、灰吹銀を譲葉のような形状に叩き伸ばして極印を打った銀貨が登場した。16世紀中ごろから銀山の開発および灰吹法の普及により国内の銀の産出が急増し始め、銀屋（かなや/かねや）あるいは銀吹屋（かねふきや）と呼ばれた銀地金の売買および精錬などを手掛ける者が現れ、後の銀座および両替商の前身となった。堺の南鐐座の銀細工師湯浅作兵衛らは諸国の灰吹銀を集め極印を打って売買していたが、伏見銀座設立前に家康の上覧に供するための丁銀を試鋳した。この時代のものは古丁銀（こちょうぎん）とよばれる。またこれらを切り遣いしたものは切銀（きりぎん）と呼ばれる。
極印銀および古丁銀の銀品位は各地の銀山により不定であったが、おおむね90%以上であった。中でも石見銀山産出の銀で作られた、石州銀（ソーマ銀）（佐摩）は良質で量的にも潤沢であったが、銀産地による品位には上下があった。
丁銀や銀座が買い集めた灰吹銀などの銀品位は「灰吹買上ゲ法」とする、上銀一貫目ならば、銀座において目方1.1倍の品位800/1000である慶長銀つまり一貫百目で買上げられ、これを「一割入レ」と称し、品位640/1000であれば、銀座において目方0.704倍の慶長銀つまり704匁の慶長銀で買上げられたため「二割九歩六引ヶ」(0.64 × 1.1 - 1 = -0.296)と称された。

### 江戸時代の銀座
慶長6年7月（1601年）には、伏見銀座から慶長丁銀が鋳造され、以後、江戸幕府によって品位を一定に定められた丁銀が発行され、元和年間以降は常に小額通貨である同品位の豆板銀（小玉銀）を伴って発行された。銀座では常に鋳造された丁銀は灰吹法による糺吹（ただしふき）すなわち銀品位の抜き取り検査が行われ、規定の品位の基準を満たさない場合は吹き戻され作り直された。
銀座は銀の売買、地金への極印打ち、すなわち貨幣の鋳造を許された御用達商人であり、銀座の経営方式には、私領銀山などから産出される灰吹銀（買灰吹銀）を買い集めて丁銀を鋳造し一部を運上として幕府に納める自家営業方式、あるいは天領銀山から産出される公儀灰吹銀を銀座が預り丁銀に鋳造して一部を分一銀（ぶいちぎん）として受取る御用達方式があった。しかし新産銀が減少し自家営業方式が困難となった元禄期以降は、御用達方式による分一銀が主な収入源となった。

### 改鋳
江戸時代初期は各地銀山からの産出が隆盛を極めたが寛永年間ごろから早くも陰りを見せその後銀の産出は衰退し、その一方で中国などとの貿易取引で多量の銀が流出し、加えて元禄年間には出費の増大により幕府の財政は底をつき、元禄8年（1695年）には幕府の財政再建の目的で吹替えにより銀品位が下げられた。
その後も宝永年間には更なる吹替えが立続けに行われる。中でも永字銀、三ツ宝銀、および四ツ宝銀の三品は、度重なる天災地変の救恤・御普請などで幕府の財政が深刻化したため荻原重秀が吹替えを建議した処、新井白石の計らいにより吹替えの議は中止となったものの、重秀の独断専行により鋳造されたもので将軍の正式な決裁も無く新銀通用の御触れさえ出されることは無かった。
正徳年間には大黒常是が復帰し小判と共に慶長の品位に戻されるが、一連の宝永銀の回収・改鋳の進捗は遅れ品位の異なる6種の銀が併用されることとなり銀品位に応じて区別通用され、この状態は最終的に元禄および宝永銀4品が通用停止となる享保7年（1722年）末まで続いた。また、通貨縮小による米価下落のため、元文年間以降、銀品位を下げる吹替えが度々行われた。

### 定位銀貨の台頭
江戸時代後半、明和年間の南鐐二朱銀の鋳造を皮切りに、文政年間、幕末の天保・嘉永年間を中心に一分銀、一朱銀など丁銀に対して含有銀量の劣る出目獲得を目的とした金貨単位の名目貨幣が多発され、文政年間以降はこのような定位貨幣の流通が大半を占めるようになった。一方で丁銀の流通は次第に衰退し銀目取引は藩札および手形で代用されるなど名目化した。
また、吹替えの度に起こる旧銀の退蔵や定位銀貨への改鋳に伴う丁銀の払底、あるいは高額な丁銀ではなく小額の銀目取引の必要性から匁銭勘定が行われ、銀札に代えて銭匁札が発行された。
慶応4年5月（1868年）に、明治維新政府は銀目廃止令の布令を出し、丁銀は豆板銀と共に流通停止となった。明治元年10月、丁銀・豆板銀（明和五匁銀も含む）は純銀の含有量に応じて金貨単位（両・分・朱）で交換比率が定められ、両・分・朱単位の金貨や銀貨と交換された。その交換は明治7年(1874年)9月に終了し、その後は地金扱いとされたため、直接新貨（円・銭・厘）と交換されることはなかった。
| 元禄8年（1695年）  | 157,059貫   |          |
| 宝永3年（1706年）  | 405,850貫   |          |
| 宝永7年（1710年）  | 394,175貫   |          |
| 正徳4年（1714年）  | 777,563貫   |          |
| 元文元年（1736年） | 331,025貫   |          |
| 安永元年（1772年） | 526,783貫   | 丁銀     |
| 文政元年（1818年） | 882,760貫   |          |
| 天保3年（1832年）  | 1,389,688貫 |          |
| 安政元年（1854年） | 1,466,100貫 |          |
| 万延元年（1860年） | 3,254,747貫 |          |
| 明治2年（1869年）  | 3,354,211貫 | 定位銀貨 |

## 古丁銀の種類
古丁銀は以下のものが知られているが、いずれも現存極めて稀少である。
- 萩古丁銀（はぎこちょうぎん）：無銘の丁銀で石州丁銀（せきしゅうちょうぎん）ともいい、石州銀であるが長州藩に所蔵されていたため「萩」と称される。
- 譲葉丁銀（ゆずりはちょうぎん）：萩古丁銀より細長い譲葉の様な形状のもの。
- 御取納丁銀（おとりおさめちょうぎん）：譲葉丁銀に「御取納」の極印が打たれ、毛利氏が永禄3年（1560年）、正親町天皇の即位礼のとき献上したもの。
- 文禄石州丁銀（ぶんろくせきしゅうちょうぎん）：文禄2年（1593年）、文禄の役で豊臣秀吉が諸大名への賞賜用として鋳造させたもの。
- 御公用丁銀（ごくようちょうぎん）：「御公用」の極印が打たれ、毛利氏が朝廷に貢納したもの。
- 博多御公用丁銀（はかたごくようちょうぎん）：「御公用」「文禄二中山与左衛門」の極印が打たれ、文禄の役の際、豊臣秀吉が鋳造させたとされる。
- 天又一丁銀（てんまたいちちょうぎん）：文禄2年（1593年）鋳造で山奉行、天野又衛門および周防の「一の坂銀山」を指すとされる。
- 小銀（しょうぎん）：譲葉丁銀に「小銀」の極印が打たれる。
- 八福丁銀（はちふくちょうぎん）：横書きの「福八」の極印が打たれる。
- 大与大丁銀（だいよだいちょうぎん）：「大与大（花押）」の極印が打たれる。
- 菊一文字印銀（きくいちもんじいんぎん）：慶長3年（1598年）ごろに堺の南鐐座職人により慶長丁銀の鋳造にあたり、家康の上覧に供されたもの。
- 夷一文字印銀（えびすいちもんじいんぎん）：南鐐座職人により慶長丁銀の鋳造にあたり、家康の上覧に供されたもの。
- 括袴丁銀（くくりはかまちょうぎん）：南鐐座の湯浅作兵衛が慶長丁銀の鋳造にあたり、家康の上覧に供され選定されたもので、大黒の袴の裾が括られている。
- 澤瀉丁銀（おもだかちょうぎん）：湯浅作兵衛が慶長丁銀の発行に先立って試鋳したものと推定され、「常是」、「寳」および「大黒像」に加えて沢瀉紋の極印が打たれる。

## 江戸時代に鋳造された丁銀
括弧内は発行年、鋳造量、銀含有率（規定）。鋳造量には豆板銀を含む。

### 日本国内一般流通用
- 慶長丁銀（慶長6年7月（1601年）、1,200,000貫（推定値）、80%）
- 元禄丁銀（元禄8年9月（1695年）、405,850貫余、64%）
- 宝永二ツ宝丁銀（宝永3年7月（1706年）、278,130貫余、50%）
- 宝永永字丁銀（宝永7年3月（1710年）、5,836貫余、40%）
- 宝永三ツ宝丁銀（宝永7年4月（1710年）、370,487貫余、32%）
- 宝永四ツ宝丁銀（正徳元年8月（1711年）、401,240貫余、20%）
- 享保丁銀（正徳丁銀）（正徳4年8月（1714年）、331,420貫余、80%）
- 元文丁銀（元文元年6月（1736年）、525,465貫900匁、46%）
- 文政丁銀（文政3年5月（1820年）、224,981貫900匁、36%）
- 天保丁銀（天保8年11月（1837年）、182,108貫、26%）
- 安政丁銀（安政6年12月（1859年）、102,907貫、13%〔ママ〕14%）

| 慶長銀   | （1601年） | 銀銅 |
| 元字銀   | （1695年） |      |
| 二ツ宝銀 | （1706年） |      |
| 永字銀   | （1710年） |      |
| 三ツ宝銀 | （1710年） |      |
| 四ツ宝銀 | （1711年） |      |
| 正徳銀   | （1714年） |      |
| 文字銀   | （1736年） |      |
| 新文字銀 | （1820年） |      |
| 保字銀   | （1837年） |      |
| 政字銀   | （1859年） |      |

### 貿易取引、異国被下銀
- 人参代往古銀（宝永7年9月（1710年）、5,337貫156匁、80%）
- 宝永正字丁銀（宝永7年（1710年）、40貫、80%）